# نورث نيو هايد بارك (نيويورك)
نورث نيو هايد بارك (بالإنجليزية: North New Hyde Park CDP, New York)‏ هي منطقة سكنية تقع بولاية نيويورك في الولايات المتحدة. تبلغ مساحتها 5.1 كم2، وترتفع عن سطح البحر 35 م، بلغ عدد سكانها 14,899 نسمة في عام 2010 حسب إحصاء مكتب تعداد الولايات المتحدة وتصل الكثافة السكانية فيها 2,921.4 نسمة لكل كيلومتر مربع (7,566.4/ميل2).

## التركيبة السكانية
حدّد مكتب تعداد الولايات المتحدة بيانات التركيبة السكانية لنورث نيو هايد بارك في تعداد الولايات المتحدة. في ما يلي، التركيبة السكانية حسب تعدادي 2000 و2010.

### تعداد عام 2000
بلغ عدد سكان نورث نيو هايد بارك 14,542 نسمة بحسب تعداد عام 2000، وبلغ عدد الأسر 5,032 أسرة وعدد العائلات 4,057 عائلة مقيمة في المنطقة السكنية. في حين سجلت الكثافة السكانية 2,851.4 نسمة لكل كيلومتر مربع (7,385.1/ميل2). وبلغ عدد الوحدات السكنية 5,116 وحدة بمتوسط كثافة قدره 1,003.1 لكل كيلومتر مربع (2,598.0/ميل2).
وتوزع التركيب العرقي للمنطقة السكنية بنسبة 82.38% من البيض و0.33% من الأمريكيين الأفارقة و0.14% من الأمريكيين الأصليين و14.83% من الأمريكيين ذوي الأصول الآسيوية و0.02% من سكان جزر المحيط الهادئ و1.22% من الأعراق الأخرى و1.07% من عرقين مختلطين أو أكثر و4.86% من الهسبانيون أو اللاتينيون من أي عرق.
بلغ عدد الأسر 5,032 أسرة كانت نسبة 35% منها لديها أطفال تحت سن الثامنة عشر تعيش معهم، وبلغت نسبة الأزواج القاطنين مع بعضهم البعض 68.9% من أصل المجموع الكلي للأسر، ونسبة 9% من الأسر كان لديها معيلات من الإناث دون وجود شريك، بينما كانت نسبة 2.7% من الأسر لديها معيلون من الذكور دون وجود شريكة وكانت نسبة 19.4% من غير العائلات. تألفت نسبة 17.9% من أصل جميع الأسر من عدة أفراد يعيشون في نفس المنزل ونسبة 12% كانت تتألف من شخص يعيش بمفرده يبلغ من العمر 65 عاماً أو أكثر. وبلغ متوسط حجم الأسرة المعيشية 2.89، أما متوسط حجم العائلات فبلغ 3.28.
بلغ العمر الوسطي للسكان 42.7 عاماً. وكانت نسبة 22% من القاطنين تحت سن الثامنة عشر، وكانت نسبة 6.5% بين الثامنة عشر والرابعة والعشرين عاماً، ونسبة 25.4% كانت واقعةً في الفئة العمرية ما بين الخامسة والعشرين والرابعة والأربعين عاماً، ونسبة 26.4% كانت ما بين الخامسة والأربعين والرابعة والستين، ونسبة 19.6% كانت ضمن فئة الخامسة والستين عاماً فما فوق. يوجد لكل 100 أنثى 90.0 ذكر، ويوجد لكل 100 أنثى في الثامنة عشر من عمرها فما فوق 87.4 ذكر.
بلغ متوسط دخل الأسرة في المنطقة السكنية 38,571 دولارًا، أما متوسط دخل العائلة فبلغ 38,571 دولارًا. وكان متوسط دخل الذكور 100,001 دولارًا مقابل 100,001 دولارًا للإناث. وسجل دخل الفرد الخاص بالمنطقة السكنية 33,974 دولارًا. وكانت نسبة 0% من العائلات ونسبة 0% من السكان تحت خط الفقر،

### تعداد عام 2010
بلغ عدد سكان نورث نيو هايد بارك 14,899 نسمة بحسب تعداد عام 2010، وبلغ عدد الأسر 4,888 أسرة وعدد العائلات 4,005 عائلة مقيمة في المنطقة السكنية. في حين سجلت الكثافة السكانية 2,921.4 نسمة لكل كيلومتر مربع (7,566.4/ميل2). وبلغ عدد الوحدات السكنية 5,016 وحدة بمتوسط كثافة قدره 983.5 لكل كيلومتر مربع (2,547.3/ميل2).
وتوزع التركيب العرقي للمنطقة السكنية بنسبة 65.67% من البيض و0.72% من الأمريكيين الأفارقة و0.26% من الأمريكيين الأصليين و29.14% من الأمريكيين ذوي الأصول الآسيوية و2.04% من الأعراق الأخرى و2.16% من عرقين مختلطين أو أكثر و7.24% من الهسبانيون أو اللاتينيون من أي عرق.
بلغ عدد الأسر 4,888 أسرة كانت نسبة 37.6% منها لديها أطفال تحت سن الثامنة عشر تعيش معهم، وبلغت نسبة الأزواج القاطنين مع بعضهم البعض 70% من أصل المجموع الكلي للأسر، ونسبة 9% من الأسر كان لديها معيلات من الإناث دون وجود شريك، بينما كانت نسبة 2.9% من الأسر لديها معيلون من الذكور دون وجود شريكة وكانت نسبة 18.1% من غير العائلات. تألفت نسبة 15.7% من أصل جميع الأسر من عدة أفراد يعيشون في نفس المنزل ونسبة 10.6% كانت تتألف من شخص يعيش بمفرده يبلغ من العمر 65 عاماً أو أكثر. وبلغ متوسط حجم الأسرة المعيشية 3.05، أما متوسط حجم العائلات فبلغ 3.42.
بلغ العمر الوسطي للسكان 44.3 عاماً. وكانت نسبة 22.5% من القاطنين تحت سن الثامنة عشر، وكانت نسبة 7.7% بين الثامنة عشر والرابعة والعشرين عاماً، ونسبة 20.9% كانت واقعةً في الفئة العمرية ما بين الخامسة والعشرين والرابعة والأربعين عاماً، ونسبة 30.5% كانت ما بين الخامسة والأربعين والرابعة والستين، ونسبة 18.4% كانت ضمن فئة الخامسة والستين عاماً فما فوق. وتوزع التركيب الجنسي للسكان بنسبة 48.2% ذكور و51.8% إناث.